# Râul Balta Neagră
Râul Balta Neagră este un curs de apă, afluent al râului Sacovăț. 